# تورکتاش، آلانیا
تورکتاش، آلانیا (به لاتین: Türktaş, Alanya) یک منطقهٔ مسکونی در ترکیه است که در آلانیا واقع شده است.